# 愛情萬歲 (臺灣電影)
《愛情萬歲》為臺灣導演蔡明亮所執導的電影，也是他的代表作之一。
本片是蔡明亮的第二部電影，以最擅長的都市觀察，生動且貼切地展現了90年代台北年輕都會男女對愛情的渴望與家庭意義的蕩然無存。同時，本片的電影風格表現更加大膽，只用了三個主要演員。片中極度簡約而低限的電影語言，以不到一百句的對白和捨棄嘈雜的配樂，深刻反映出台北人心靈寂寞、精神空虛的生活。
《愛情萬歲》讓蔡明亮奪下第一座威尼斯電影節金獅獎，以大膽接近角色的長鏡頭捕捉細節，從本片開始建立獨特的「蔡明亮風格」，也開始吸引歐美影迷走入蔡明亮孤獨的世界。不過，因故事簡單和拍攝手法的晦澀，導致許多觀眾不易了解，票房並不理想。

## 劇情簡介
三個原本毫無關係的陌生人：美美是賣二手屋的售屋小姐、小康推銷靈骨塔、阿榮則是擺地攤的小老闆，陰錯陽差共用了同一間公寓，產生了命運的交集。在巧妙趣味的過程中，三人漸漸的熟悉對方、也進一步瞭解自己的感情。家庭意義的變質、都市男女的速食愛情、同性情感的慾望壓抑，就此展開。

## 角色
- 楊貴媚 飾 一名售屋小姐
- 李康生 飾 一名靈骨塔推销業務員
- 陳昭榮 飾 一名地攤小老闆

## 獲獎
- 第31届金馬獎 (1994年)

| 獎項       | 入圍者         | 結果 |
| 最佳劇情片 | 三一公司、雄發 | 獲獎 |
| 最佳導演   | 蔡明亮         | 獲獎 |
| 最佳男主角 | 李康生         | 提名 |
| 最佳男配角 | 陳昭榮         | 提名 |
| 最佳錄音   | 楊靜安         | 獲獎 |

- 1994年第51屆威尼斯影展金獅獎及國際影評人費比西獎
- 1994年法國南特影展最佳導演、最佳男演員
- 1995年新加坡電影節最佳影片
- 中時晚報電影獎最佳影片

## 軼聞
因該片片尾，由楊貴媚飾演的女主角在大安森林公園哭泣良久的片段成為經典。2023年，有民眾在社群媒體發起「在大安森林公園一邊哭一邊跨年」活動，邀請網友一同哭泣致敬該片。2024年民眾發起「又在大安森林一邊哭一邊跨年」活動，而此次為本片推出三十周年，國家電影及視聽文化中心宣布在12月31日於大安森林公園放映該片，主演楊貴媚、蔡明亮、李康生也到場共襄盛舉。

## 外部連結
- 開眼電影網上《愛情萬歲》的資料（繁體中文）
- 豆瓣电影上《愛情萬歲》的資料 （简体中文）
- 时光网上《愛情萬歲》的資料（简体中文）
- AllMovie上《愛情萬歲》的资料（英文）
- 爛番茄上《愛情萬歲》的資料（英文）
- 香港影庫上《愛情萬歲》的資料（繁體中文）
- 互联网电影数据库（IMDb）上《愛情萬歲》的资料（英文）